# Ernst Krankemann
Ernst Krankemann (* 19. Dezember 1895; † 28. Juli 1941) war ein Kapo im KZ Auschwitz.
Der Berliner Friseur war wegen Mordes zu lebenslanger Haft verurteilt. Krankemann wurde am 29. August 1940 mit einem Transport von 100 deutschen politischen und so genannten 'asozialen' Kriminellen aus dem KZ Sachsenhausen ins KZ Auschwitz überstellt, in dem sie dann als Funktionshäftlinge der Strafkompanie eingesetzt wurden.
Es gibt Berichte über Krankemanns grausame Tätigkeit als Funktionshäftling: Zwei Stunden vor dem Frühappell habe er seine Strafkompanie (SK) vor dem Block antreten und in Kniebeuge bis zum Appell verbringen lassen. Im Block 11 gab es bei der Strafkompanie fast täglich mehrere Tote. Als Kapo des Kommandos Straßenbau war es Krankemann, der auf der Deichsel einer großen Walze sitzend, von morgens bis abends vor diese Walze gespannte Priester antrieb. Wer zu Boden gefallen sei, sei überrollt worden. „Dick, untersetzt, aber von starkem Körperbau, war dieser Kapo imstande, einen Häftling umzubringen, indem er seinen Kopf mit einem Faustschlag an der Mauer zertrümmerte.“ Kein Häftling, bei dem er Goldzähne entdeckt habe, überlebte.
Auf Anordnung von Horst Schumann wurde er in die  NS-Tötungsanstalt Pirna-Sonnenstein geschickt und wurde vermutlich auf dem Transport dorthin von Häftlingen erhängt.